# Petit Bouschet
Petit Bouschet ist eine Rotweinsorte. Der Franzose Louis Bouschet de Bernard kreuzte im Jahre 1824 oder 1829 in Mauguio bei Montpellier die Sorten Aramon und Teinturier du Cher, um dem Aramon mehr Farbkraft zu geben. Sie gilt als eine der ersten gezielten und erfolgreichen Kreuzungen von Rebsorten. Petit Bouschet war in der zweiten Hälfte des 19. Jahrhunderts in Frankreich weit verbreitet. Selbst im Jahr 1958 wurden noch 1.227 Hektar bestockter Rebfläche erhoben. Heute sind noch ca. 40 Hektar in Produktion. Sie ist allerdings noch in Tunesien, Algerien sowie in Portugal zu finden. In Portugal ist sie in der Region Trás-os-Montes zugelassen.
Petit Bouschet wurde später von Henri Bouschet de Bernard, dem Sohn von Louis, als Kreuzungs-Partner für eine Reihe weitere Neuzüchtungen verwendet. Bekannt sind beispielsweise die Sorten Alicante Bouschet, Grand Noir de la Calmette, Morrastel Bouschet, Piquepoul Bouschet und Carignan Bouschet.
Petit Bouschet liefert tiefdunkle Rotweine mit niedrigem Alkoholgehalt. Im Geschmack ist der Wein sehr neutral. Petit Bouschet eignet sich daher sehr gut als Deckwein.
Synonyme: Aramon teinturier, Le Bouschet, Bouschet Petit
Abstammung: Aramon x Teinturier du Cher